# Бай-Тал
Бай-Тал (Чон-Терек) (тув. Бай-Тал) — село в Бай-Тайгинского кожууна Республики Тыва. Административный центр и единственный населённый пункт Бай-Талского сумона.

## География
Село находится у р. Хемчик. Здесь начинается канал Бай-Тал. К селу примыкают местечки (населённые пункты без статуса поселения) м. Биче-Шуй, м. Даштыг Тей, м. Оораш Кара Суг, м. Туралыг, м. Шындазын, м. Элезинниг-Хову.
Уличная сеть
ул. Дружба, ул. Константин Тоюн, ул. Ленина, ул. Мира, ул. Монгулек

## Население
| 2002  | 2010  | 2011  | 2012  | 2013  | 2014  | 2015  |
| ----- | ----- | ----- | ----- | ----- | ----- | ----- |
| 1702  | ↗1786 | ↘1782 | ↘1740 | ↘1721 | ↗1746 | ↗1787 |
| 2016  | 2017  | 2018  | 2019  | 2020  | 2021  |       |
| ↘1785 | ↗1826 | ↗1828 | ↗1867 | ↘1864 | ↘1783 |       |

## Инфраструктура
Средняя общеобразовательная школа, детский сад, дом культуры, администрация сумона.
Сельское хозяйство
ГУП РТ «Бай-Тал», АКХ «Бай-Тал», СПК «Бай-Тал»
Сотовая связь
Действуют 4 оператора сотовой связи — Билайн, МТС, Теле2 и Мегафон.

## Транспорт
Автодорога местного значения.

## Известные уроженцы, жители
- Ооржак, Менги Нагаан-оолович (8 января 1975) — поэт, переводчик, член Союза писателей Республики Тыва, член Союза писателей России, закончил начальную школу в селе Бай-Тал.
- Хургулек Байыскылановна Конгар (15 марта 1924, село Бай-Тал, Тувинская Народная Республика — 6 января 1996, Кызыл) — тувинская советская певица (сопрано), актриса театра, народная артистка РСФСР.
- Дамыран Айланмаа Байлаковна, хоомейжи, мультиинструменталист, заслуженный артист Республики Тыва, родилась 28 июля 1975 года в поселке Бай-Тал Бай-Тайгинского района Тувинской АССР.